# Voikove (Voikove), Lenine
Voikove (în ucraineană Войкове) este localitatea de reședință a comunei Voikove din raionul Lenine, Republica Autonomă Crimeea, Ucraina.

## Demografie
Componența lingvistică a localității Voikove
     Rusă (64,51%)
     Tătară crimeeană (27,56%)
     Ucraineană (5,9%)
     Alte limbi (0,55%)
Conform recensământului din 2001, majoritatea populației localității Voikove era vorbitoare de rusă (64,51%), existând în minoritate și vorbitori de tătară crimeeană (27,56%) și ucraineană (5,9%).